# Nikolay Polyakov
Nikolai Alexeyevich Polyakov (em russo:  Николай Алексеевич Поляков; Leningrado, 14 de junho de 1951) é um velejador soviético, medalhista olímpico. Ele competiu nos Jogos Olímpicos de Verão de 1980 na classe Soling e conquistou a medalha de prata, ao lado de Boris Budnikov e Aleksandr Budnikov. Em 1987 tornou-se novamente campeão europeu com a União Soviética e conquistou o bronze no Campeonato Mundial.